# 중앙아프리카 공화국의 경제
중앙아프리카 공화국의 경제는 세계에서 가장 개발이 덜 된 나라 중 하나로, 2019년 구매력 평가로 측정된 1인당 연간 소득 추정치는 805달러에 불과하다.
인구가 희박하고 육지로 둘러싸인 이 나라는 압도적으로 농경지다. 인구의 대부분이 생계형 농업에 종사하고 있으며 국내총생산의 55%가 농업에서 나온다. 임업과 더불어 생계형 농업은 인구의 70% 이상이 외곽 지역에 살고 있는 중앙아프리카 공화국 경제의 중추로 남아 있다.
주요 식량 작물로는 카사바, 땅콩, 수수, 기장, 옥수수, 참깨, 플랜틴 등이 있다. 주요 수출용 현금 작물에는 면화, 커피, 담배가 포함된다. 목재는 수출 수익의 약 16%를 차지했고 다이아몬드 산업은 거의 54%를 차지했다.

## 사회 기반 시설

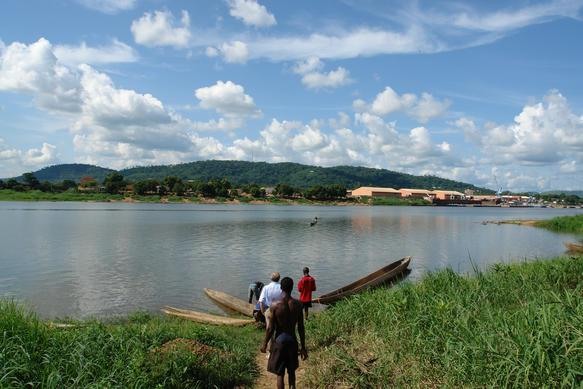
비록 주기적으로 사용할 수 없지만, 그럼에도 불구하고 우방기강은 중요한 교통로이다.

그 나라의 제한된 전기 공급의 대부분은 보알리에 위치한 수력 발전소에서 공급된다. 연료 공급은 우방기강을 통해 보급되거나 카메룬을 통해 육로로 운송되어야 하며, 이로 인해 휘발유, 디젤 및 제트 연료가 자주 부족하게 된다. 중앙아프리카 공화국의 교통 및 통신망은 제한되어 있다. 중앙아프리카 공화국은 429km의 포장도로와 제한된 국제선, 그리고 국내 항공 서비스가 없으며 철도를 보유하고 있지 않다.
우방기강의 강 교통은 4월부터 7월까지 불가능하며, 그 지역의 분쟁으로 인해 때때로 킨샤사와 방기 사이의 수송이 중단되었다. 전화 시스템은 불완전하기는 하지만 기능한다. 네 개의 라디오 방송국과 한 개의 텔레비전 방송국이 중앙아프리카 공화국에서 운영되고 있다. 수많은 신문과 팜플렛이 정기적으로 발행되고 있으며, 한 회사는 인터넷 접속을 제공한다.

## 임업

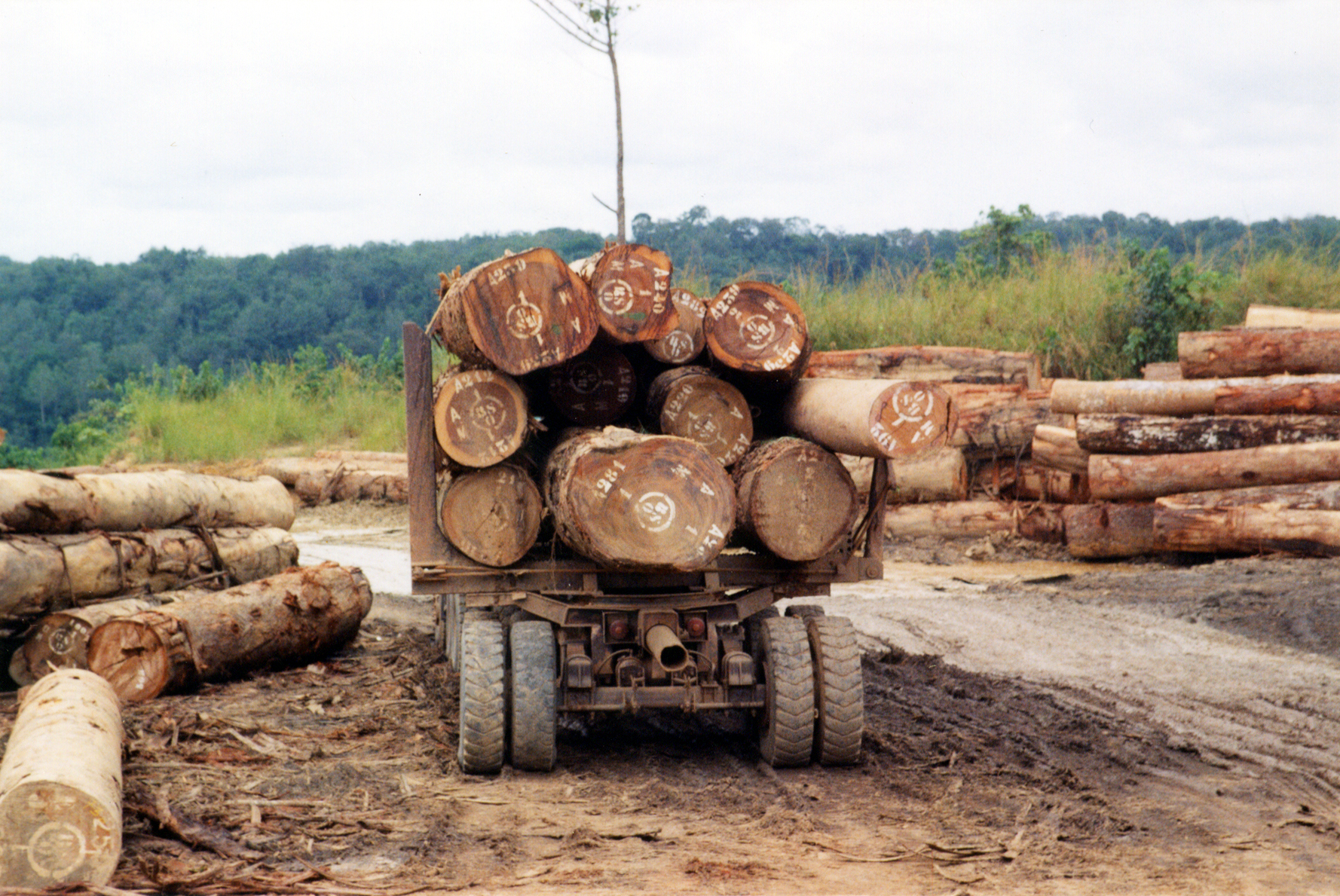
그 나라는 풍부하지만 대부분 개발되지 않은 천연자원을 가지고 있다. 한편, 임업은 여전히 중앙아프리카 공화국 경제에 중요한 기여를 하고 있다.

2,220만 헥타르(5,650만 에이커)의 숲이 있지만 울창한 숲은 340만 헥타르(840만 에이커)에 불과하며 모두 콩고 민주 공화국, 콩고 공화국, 카메룬과 접한 남쪽 지역에 있다. 중앙아프리카 공화국의 착취 가능한 숲은 전체 토지 면적의 43%인 2,700만 헥타르(6,800만 에이커)에 달한다. 강에서의 교통 병목 현상과 철도의 연결 부족은 상업적인 착취에 심각한 장애물이다. 대부분의 목재는 우방기강과 자이르강을 따라 내려가 콩고 철도를 타고 대서양으로 운반된다. 약 34종의 나무들이 베어지지만, 전체의 85%가 아유, 아니에그레, 이로코, 사펠, 그리고 시포이다.
12개의 제재소에서 2014년에 65만 입방 미터(23,000,000 cu ft)의 톱질 통나무와 베니어 통나무를 생산했다. 정부는 열악한 교통 인프라로 인한 높은 수출 비용 때문에 합판과 베니어 제품의 생산을 장려하고 있다. 저비용 아시아와 중남미 벌목업자들과의 경쟁은 높은 운송비와 인건비로 어려움을 겪고 있는 국내 산업에 타격을 입혔다. 2014년에, 중앙아프리카 공화국은 5,930만 달러의 임산물들을 수출했다. 이것은 국가 전체 수출 수입의 40%를 차지한다.

## 천연자원
이 나라는 다이아몬드, 금, 우라늄, 그리고 다른 광물의 형태로 풍부한 천연자원을 가지고 있다. 다이아몬드는 중앙아프리카 공화국의 가장 중요한 수출품 중 하나로, 종종 수출 수입의 20-30%를 차지하지만, 매년 생산되는 다이아몬드의 약 30~50%가 중앙아프리카 공화국을 비밀리에 떠난다. 차드와의 국경 북부에는 석유 매장량이 있을 수 있다(개인 추산으로는 20억 배럴의 석유가 존재한다).
다이아몬드는 현재 개발되고 있는 이 광물 자원들 중 유일한 것이다. 보고된 바에 따르면 대부분 다듬어지지 않은 다이아몬드의 판매량은 중앙아프리카 공화국 수출 수익의 20~30%에 달한다. 산업은 국내총생산(GDP)의 20%에도 못 미치며, 데카르트 다이아몬드 광업, 양조장, 제재소가 이 분야의 대부분을 차지한다. 서비스는 국내총생산의 25%를 차지하는데, 이는 주로 정부의 관료주의와 육지로 둘러싸인 위치에서 발생하는 높은 교통비 때문이다.

## 농업
중앙아프리카 공화국 인구의 74%(2013년)가 농업에 종사하기 때문에 중앙아프리카 공화국의 경제는 참마, 카사바, 땅콩, 옥수수, 수수, 기장, 참깨, 플랜틴 등의 농작물 재배와 판매에 의해 지배되고 있다. 대부분의 중앙아프리카 공화국인들의 주식인 카사바의 총 생산량은 연간 20만톤에서 30만톤 사이인 반면, 주요 수출 현금 작물인 목화의 생산량은 연간 25,000톤에서 45,000톤 사이라는 사실에 의해 수출된 현금 작물보다 식량 작물의 중요성이 입증된다.
식량작물은 대량으로 수출되지는 않지만, 중앙아프리카 공화국인들이 면화나 커피와 같은 수출된 현금작물보다 잉여 식량작물의 주기적인 판매로부터 훨씬 더 많은 수입을 얻기 때문에 그들은 여전히 국가의 주요 현금작물을 구성한다. 많은 시골과 도시 여성들은 또한 일부 음식 크롭을 수수 맥주나 독한 술과 같은 알코올 음료로 변형시키고 이러한 음료의 판매로부터 상당한 수입을 얻는다. 식품과 술의 판매에서 얻는 수입의 대부분은 "기록상"이 아니기 때문에 1인당 소득을 계산할 때 고려되지 않는다. 이것이 바로 1인당 소득에 대한 공식 수치가 중앙아프리카 공화국의 경우 정확하지 않은 한 가지 이유이다.
중앙아프리카 공화국의 1인당 국민소득은 종종 연간 400달러 정도로, 세계에서 가장 낮은 수준이라고 하지만, 이 수치는 대부분 보고된 수출품 판매에 근거하고 있으며, 예를 들어, 국내에서 생산된 술, 다이아몬드, 상아, 야생동물 고기, 그리고 전통 의약품의 더 중요하지만 등록되지 않은 식품 판매를 대부분 무시한다. 중앙아프리카 공화국의 비공식 경제는 대부분의 중앙아프리카 공화국 사람들에게 공식적인 경제보다 더 중요하다.

## 금융 및 은행
CEMAC에서 가장 작은 중앙아프리카 공화국의 금융 부문은 경제 성장을 지원하는 데 제한적인 역할을 한다. 취약한 시장 인프라와 법적, 사법적 틀로 인해 어려움을 겪고 있는 금융 시스템은 여전히 작고, 개발되지 않았으며, 시중 은행들이 지배하고 있다. 경제 및 보안의 우려로 인해 금융 기관, 특히 소액 금융 기관(MFI)은 지난 몇 년 동안 수도 방기에서 그들의 사업을 통합해 왔다.
전체 인구의 1% 미만이 은행 계좌를 보유하고 있기 때문에 중앙아프리카 공화국에서 금융 서비스에 대한 접근은 극히 제한적이다. 소액금융은 전체 신용대출의 1%에 불과해 인구의 0.5%를 차지한다. 30%에 달하는 낮은 수준의 모바일 보급률은 다른 대륙보다 훨씬 낮은 수준으로 모바일 기술을 통한 금융 서비스 접근의 잠재적 확장을 저해한다.

## 어업
어업은 강을 따라 광범위하게 행해지지만, 대부분의 어획물은 우방기강의 콩고 민주 공화국 쪽에서 팔리거나 물물교환된다. 1950년에 정부는 양식 프로그램을 시작했고 1968년 말까지 거의 12,000개의 연못이 있었다. 2003년 어획량은 약 15,000톤이었다.

## 같이 보기
- 중앙아프리카 공화국
- 아프리카의 경제
- 유엔 아프리카 경제 위원회